# Likovna kolonija
Likovna kolonija je jednodnevno ili višednevno, najčešće godišnje, okupljanje likovnih umjetnika (najčešće slikara) u određenom naselju radi zajedničkog likovnog stvaralaštva ili usavršavanja. Često su međunarodnoga karaktera, a mogu biti sazivane i u dobrotvorne namjene, tematske ili kao dio kulturne turističke ponude. Nerijetko se odvijaju u prirodi ili u znamenitostima mjesta domaćina. Mogu okupljati i amaterske i školovane umjetnike.